# Nacionalni park Banff
Nacionalni park Banff (engleski: Banff National Park) je najstariji kanadski nacionalni park, osnovan je još 1885. godine. Nalazi se na istočnim obroncima kanadskog Stjenjaka na jugozapadu kanadske pokrajine Alberte. NP Banff ima površinu od od 6.641 km² i svojom sjevernom stranom graniči s NP Jasperom, a zapadnom s NP Yoho i NP Kootenay, s kojima je zajedno upisan na UNESCO-ov popis mjesta svjetske baštine u Sjevernoj Americi još 1984. godine pod nazivom „Nacionalni parkovi kanadskog Stjenjaka”.
Sjedište parka se nalazi u istoimenom trgovačkom gradu i odmaralištu, Banffu, koji se nalazi na transkanadskom autoputu. Ime mu je dao predsjednik kanadske pacifičke pruge, George Stephen, po njegovoj rodnoj pokrajini Banffshire u Škotskoj. Park je 1990-ih imao oko 5 milijuna posjetitelja godišnje, što ga čini najsposjećenijim parkom u Kanadi i jednim od najposjećenijih u svijetu, što je pak dovelo do mnogih opasnosti za njegov ekosustav. 
Kanadska pacifička željeznica, zainteresirana za privlačenje turista, sagradila je veličanstveni Banf Springs Hotel i Dvorac na jezeru Louis. Banf i Cortina D'Ampezzo u Italiji su bili kandidati za održavanje Zimskih Olimpijskih igara 1972. godine, ali su izgubili od Sappora u Japanu.

## Odlike
NP Banff ima brojni alpski krajolik ledenjaka i ledenjačkih dolina, s preko 1.600 km prohodnih putova kroz gustu crnogoričnu šumu borova s pojedinačnim šumama smreka, vrba, topola i javora.
Znamenitosti NP Banffa su, između ostalog, termalni izvori, mogućnost kampiranja, planinarenja, šetnje, golfa, jahanja, alpskog i nordijskog skijanja, kao i jezero Louis. Neka od najprivlačnijih mjesta za posjetitelje je tzv. Put ledenjačkih polja (Icefields Parkway) koji čine jezero Minnewanka, Mount Rundle, jezera Vermilion i Moraine u Dolini deset vrhova (Valley of the Ten Peaks) čuvenoj po tirkizno-plavoj vodi, te jezera Bow i Peyto.

## Bioraznolikost
U parku je zabilježeno 56 vrsta sisavaca kao što su grabežljivci: sivi medvjed, američki crni medvjed, puma, ris, vuk, gorska kuna, lasica, sjeverna riječna vidra; te biljojedi: wapiti, ušati jelen (Odocoileus hemionus) i bjelorepi jelen (Odocoileus virginianus). U alpskim područjima se mogu naći: divokoza, svisci, zviždači (Ochotonidae); dok u vlažnijim područjima žive: los, dabar, dikobraz i vjeverice.
Od oko 280 vrsta ptica u parku najprisutnije ptice grabljivice su: bjeloglavi orao, suri orao, bukoč i mali sokol; te siva šojka (Perisoreus canadensis) i planinska sjenica (Poecile gambeli) na nižim dijelovima, dok se na višim dijelovima može naći i bjelorepi tetrijeb (Lagopus leucura), a na vlažnim plijenori, čaplje i divlje patke koje ovdje provode svoja ljeta.
Ugrožena vrsta je Banffov izvorski puž (Physella johnsoni) koji živi samo na termalnim izvorima u parku, dok je šumski sob jako rijedak i zabilježeno je tek 5 jedinki 2005. godine.
- Ledenjak Athabasca u ledenjačkoj dolini Columbia
- Jezero Louise s dvorcem
- Jezero Minnewanka
- Jezero Peyto
- Planina Castle

## Vanjske poveznice
- Službene stranice parka (engl.)
- Službene stranice grada Banff (engl.)
- Banff National Park na Bivouac.com (engl.)
- An article on Banff National Park from The Canadian Encyclopedia  Arhivirana inačica izvorne stranice od 21. veljače 2007. (Wayback Machine) (engl.)